# Сейм (река, Сахалин)
Сейм — река на острове Сахалин, правый приток реки Найба.
Впадает в реку Найба за 63 км от её устья, протекает по территории Долинского городского округа Сахалинской области.
Общая протяжённость реки составляет 18 км. Площадь водосборного бассейна составляет 49,9 км². Общее направление течения с юга на север.

## Данные водного реестра
По данным государственного водного реестра России относится к Амурскому бассейновому округу.
Код объекта в государственном водном реестре — 20050000212118300005574.